# Ellen Nikolaysen
Ellen Nikolaysen (Oslo, 10 december 1951) is een Noorse zangeres.
In 1972 schreef ze zich in voor de Melodi Grand Prix om zo voor Noorwegen naar het Eurovisiesongfestival te kunnen met het lied Håp, ze werd voorlaatste in de voorronde. Een jaar later was ze succesvoller. Als lid van de groep Bendik Singers won ze de Melodi Grand Prix met Å for et spill. Van 1973 tot 1976 mocht ieder land kiezen in welke taal ze zongen op het songfestival en de groep koos voor het Engels met It's just a game. Ze werden 7de.
Ook in 1974 wilde Nikolaysen weer naar het songfestival, ditmaal solo met Lys og mørke, maar ze werd slechts 3de in de voorronde. Een jaar later was het wel weer prijs en won ze met Det skulle ha vaert sommer nå. Op het songfestival koos ze voor de Engelse versie Touch my life with summer waarmee ze 18de werd. In 1984 deed ze nog eens mee aan de Melodi Grand Prix met Opus en werd toen 6de.
In 1974 deed Nikolaysen mee aan het Yamaha Music Festival, dat ook wel bekendstond als het World Popular Song Festival, met het lied You made me feel I could fly. Ze won met dit lied het festival.
Begin jaren 90 begon ze een nieuwe carrière als musicalster.
1960: Nora Brockstedt · 
1961: Nora Brockstedt · 
1962: Inger Jacobsen · 
1963: Anita Thallaug · 
1964: Arne Bendiksen · 
1965: Kirsti Sparboe · 
1966: Åse Kleveland · 
1967: Kirsti Sparboe · 
1968: Odd Børre · 
1969: Kirsti Sparboe · 
1971: Hanne Krogh · 
1972: Grethe Kausland & Benny Borg · 
1973: Bendik Singers · 
1974: Anne-Karine Strøm & Bendik Singers · 
1975: Ellen Nikolaysen · 
1976: Anne-Karine Strøm · 
1977: Anita Skorgan · 
1978: Jahn Teigen · 
1979: Anita Skorgan · 
1980: Sverre Kjelsberg & Mattis Hætta · 
1981: Finn Kalvik · 
1982: Jahn Teigen & Anita Skorgan · 
1983: Jahn Teigen · 
1984: Dollie de Luxe · 
1985: Bobbysocks · 
1986: Ketil Stokkan · 
1987: Kate Gulbrandsen · 
1988: Karoline Krüger · 
1989: Britt Synnøve Johansen · 
1990: Ketil Stokkan · 
1991: Just 4 Fun · 
1992: Merethe Trøan · 
1993: Silje Vige · 
1994: Elisabeth Andreassen & Jan Werner Danielsen · 
1995: Secret Garden · 
1996: Elisabeth Andreassen · 
1997: Tor Endresen · 
1998: Lars Fredriksen · 
1999: Stig Van Eijk · 
2000: Charmed · 
2001: Haldor Lægreid · 
2003: Jostein Hasselgård · 
2004: Knut Anders Sørum · 
2005: Wig Wam · 
2006: Christine Guldbrandsen · 
2007: Guri Schanke · 
2008: Maria Haukaas Storeng · 
2009: Alexander Rybak · 
2010: Didrik Solli-Tangen · 
2011: Stella Mwangi · 
2012: Tooji · 
2013: Margaret Berger · 
2014: Carl Espen · 
2015: Mørland & Debrah Scarlett · 
2016: Agnete · 
2017: JOWST feat. Aleksander Walmann · 
2018: Alexander Rybak · 
2019: KEiiNO · 
2021: Tix · 
2022: Subwoolfer · 
2023: Alessandra · 
2024: Gåte ·
2025: Kyle Alessandro
- Bibsys: 3042023
- International Standard Name Identifier: 0000 0001 3098 3317
- KulturNav: 32e10308-064e-4cc5-81af-427bc930c83a
- MusicBrainz: a1c78a7f-fb5b-408e-8090-d88cd65f3b0d
- Virtual International Authority File: 224811825